# Постоянные комиссии при Президиуме ЦК КПСС (1952—1953)
18 октября 1952 года на заседании Президиума ЦК КПСС Постоянная комиссия по внешним делам при Политическом бюро ЦК ВКП(б) была разделена на три Постоянные комиссии при Президиуме ЦК КПСС: по внешним делам, вопросам обороны и идеологическим вопросам.
Руководящие Комиссиями их члены «в вопросах заработной платы и материально-бытового обеспечения» приравнивались «к Заведующим отделами ЦК КПСС».
Постоянные комиссии по внешним делам и вопросам обороны были упразднены 5 марта 1953 года, комиссия по идеологическим вопросам упразднена 21.3.1953.

## По внешним делам
Члены (в скобках указан статус на момент вхождения в состав комиссии):
- Л. И. Брежнев (канд. в члены Президиума ЦК)
- А. Я. Вышинский (канд. в члены Президиума ЦК)
- С. Д. Игнатьев (член Президиума ЦК)
- Л. М. Каганович (член Бюро Президиума ЦК)
- В. В. Кузнецов (член Президиума ЦК)
- П. Н. Кумыкин (канд. в члены ЦК)
- О. В. Куусинен (член Президиума ЦК)
- Г. М. Маленков (член Бюро Президиума ЦК) — председатель комиссии
- Н. А. Михайлов (член Президиума ЦК)
- В. М. Молотов (член Президиума ЦК)
- М. Г. Первухин (член Бюро Президиума ЦК)
- Б. Н. Пономарёв (канд. в члены ЦК) — по некотор. утвержд., 1-й зампред комиссии[2]
- А. Н. Поскрёбышев (член ЦК)
- М. А. Суслов (член Президиума ЦК)

Секретарём комиссии являлся В. Н. Павлов (канд. в члены ЦК).
11 декабря 1952 года в членский состав комиссии вошёл Л. П. Берия (член Бюро Президиума ЦК).

## По вопросам обороны
- Н. А. Булганин (руководитель)
- Л. П. Берия
- A. M. Василевский
- К. Е. Ворошилов
- Г. П. Громов (секретарь)
- С. Е. Захаров
- Л. М. Каганович
- Н. Г. Кузнецов
- В. А. Малышев
- М. Г. Первухин
- М. З. Сабуров

## По идеологическим вопросам
Из постановления от 27 октября 1952 г. о задачах Комиссии по идеологическим вопросам при Президиуме ЦК КПСС: «Возложить на Комиссию… проведение мер по повышению теоретического уровня статей по идеологическим вопросам, публикуемым в литературно-художественных журналах…» .
Члены (в скобках указан статус на момент образования комиссии):
- А. И. Румянцев (член ЦК)
- М. А. Суслов (член Президиума ЦК)
- Д. И. Чесноков (член Президиума ЦК)
- Д. Т. Шепилов (член ЦК)
- П. Ф. Юдин (канд. в члены Президиума ЦК)

Председательствовали: по 18.11.1952 — Шепилов, с 18.11.1952 — Румянцев.